# Francesco Barberini, VI principe di Palestrina
Francesco Maria Colonna Barberini, VI principe di Palestrina (Roma, 5 novembre 1772 – Roma, 8 novembre 1853), è stato un principe, militare e politico italiano.

## Biografia
Nato a Roma nel 1772, Francesco Maria Colonna Barberini era figlio di Carlo, principe di Palestrina, e di sua moglie, la principessa Giustina Borromeo Arese.
Dopo che Napoleone ebbe occupato Roma nel 1809, fu uno dei trenta rappresentanti della nobiltà romana chiamati a far parte del senato romano istituito dai francesi con un arrete datato al 1º agosto, ma si rifiutò categoricamente di aderire alle disposizioni del nuovo governo e venne per questo esiliato per un anno a Parigi dove rimase comunque sotto stretta sorveglianza delle autorità imperiali. Tornò a Roma nell'aprile del 1810 assieme ai principi compatrioti Altieri, Massimo, Rospigliosi e Patrizi Naro di Montoro.
Il 13 febbraio 1816, con la restaurazione pontificia, decise di entrare a far parte della Guardia Nobile, istituzione della quale divenne vicecomandante durante la reggenza di Paluzzo Altieri, V principe di Oriolo e poi comandante il 10 marzo 1819, rimanendo in carica sino al 1853.
Nel 1834, nei tentativi di riforma dell'amministrazione dello Stato Pontificio intentati da Gregorio XVI e pilotati dall'Austria del principe Metternich tramite il suo legato Giovanni Maria Sebregondi, venne chiamato a far parte di una commissione col compito di risanare i conti dello stato dovuti in particolare alle alte spese sostenute all'epoca dell'occupazione francese, come pure per gli ammanchi dei commercianti all'istituto del dazio.
Anche Pio IX lo chiamò al governo nel 1847 quando lo nominò membro della commissione per le riforme militari da lui istituita insieme a Giulio Cesare Rospigliosi, VI principe Rospigliosi ed a Placido Gabrielli, IV principe di Prossedi, e con la supervisione tecnica del colonnello Pier Damiano Armandi.
Dopo la parentesi della Repubblica Romana del 1848, nel 1849 venne nominato consigliere della commissione del governo dello Stato Pontificio, divenendo infine consigliere del comune di Roma. Nel 1850 tornò ad occuparsi della Guardia Nobile come assistente nella stesura di un regolamento per l'ammissione dei membri di questa istituzione assieme a Pietro Giuseppe Rinaldi-Bucci.
Morì a Roma nel 1853.

## Matrimonio e figli
Nel 1812 sposò la nobildonna Vittoria Colonna, figlia del principe Filippo, duca di Palliano. La coppia ebbe i seguenti figli:
- Carlotta Luisa (1815-1889), sposò il marchese Raffaele Casali Del Drago
- Carlo Felice (1817-1880), rinuncia alla primogenitura nel 1849, duca di Castelvecchio, sposò la principessa Giuliana Falconieri
- Giuseppe Pio (1819-morto infante)
- Enrico (1823-1889), VII principe di Palestrina, sposò la principessa Teresa Orsini
- Giustina (1825-1850)
- Filippo (1827-1855)
- Raffaele (1813-1815)

## Albero genealogico
|                                                            |                                                           |                                               | Genitori                                          |  |  | Nonni |  |  | Bisnonni                                                |  |  | Trisnonni                                             |  |
|                                                            |                                                           |                                               |                                                   |  |  |       |  |  | Francesco Colonna di Sciarra, IV principe di Carbognano |  |  | Egidio Colonna di Sciarra, III principe di Carbognano |  |
|                                                            |                                                           |                                               |                                                   |  |  |       |  |  | Francesco Colonna di Sciarra, IV principe di Carbognano |  |  | Egidio Colonna di Sciarra, III principe di Carbognano |  |
|                                                            |                                                           | Anna Vittoria Altieri                         |                                                   |  |  |       |  |  | Francesco Colonna di Sciarra, IV principe di Carbognano |  |  |                                                       |  |
| Giulio Cesare Colonna di Sciarra, V principe di Carbognano |                                                           |                                               |                                                   |  |  |       |  |  | Francesco Colonna di Sciarra, IV principe di Carbognano |  |  |                                                       |  |
|                                                            |                                                           | Vittoria Salviati                             | Francesco Maria Salviati, II duca di Giuliano     |  |  |       |  |  |                                                         |  |  |                                                       |  |
|                                                            |                                                           | Vittoria Salviati                             | Francesco Maria Salviati, II duca di Giuliano     |  |  |       |  |  |                                                         |  |  |                                                       |  |
|                                                            |                                                           | Vittoria Salviati                             | Caterina Sforza di Proceno                        |  |  |       |  |  |                                                         |  |  |                                                       |  |
| Carlo Maria Barberini-Colonna, V principe id Palestrina    |                                                           | Vittoria Salviati                             |                                                   |  |  |       |  |  |                                                         |  |  |                                                       |  |
|                                                            |                                                           | Urbano Barberini, III principe di Palestrina  | Maffeo Barberini, II principe di Palestrina       |  |  |       |  |  |                                                         |  |  |                                                       |  |
|                                                            |                                                           | Urbano Barberini, III principe di Palestrina  | Maffeo Barberini, II principe di Palestrina       |  |  |       |  |  |                                                         |  |  |                                                       |  |
|                                                            |                                                           | Urbano Barberini, III principe di Palestrina  | Olimpia Giustiniani                               |  |  |       |  |  |                                                         |  |  |                                                       |  |
| Cornelia Costanza Barberini, IV principessa di Palestrina  |                                                           | Urbano Barberini, III principe di Palestrina  |                                                   |  |  |       |  |  |                                                         |  |  |                                                       |  |
|                                                            |                                                           | Maria Teresa Boncompagni                      | Gregorio Boncompagni, V duca di Sora              |  |  |       |  |  |                                                         |  |  |                                                       |  |
|                                                            |                                                           | Maria Teresa Boncompagni                      | Gregorio Boncompagni, V duca di Sora              |  |  |       |  |  |                                                         |  |  |                                                       |  |
|                                                            |                                                           | Maria Teresa Boncompagni                      | Ippolita Ludovisi, principessa di Piombino        |  |  |       |  |  |                                                         |  |  |                                                       |  |
| Francesco Barberini-Colonna, VI principe di Palestrina     |                                                           | Maria Teresa Boncompagni                      |                                                   |  |  |       |  |  |                                                         |  |  |                                                       |  |
|                                                            | Giovanni Benedetto Borromeo Arese, VII marchese di Angera | Carlo Borromeo Arese, VI marchese di Angera   |                                                   |  |  |       |  |  |                                                         |  |  |                                                       |  |
|                                                            | Giovanni Benedetto Borromeo Arese, VII marchese di Angera | Carlo Borromeo Arese, VI marchese di Angera   |                                                   |  |  |       |  |  |                                                         |  |  |                                                       |  |
|                                                            | Giovanni Benedetto Borromeo Arese, VII marchese di Angera | Giovanna Odescalchi                           |                                                   |  |  |       |  |  |                                                         |  |  |                                                       |  |
| Renato III Borromeo Arese, VIII marchese di Angera         | Giovanni Benedetto Borromeo Arese, VII marchese di Angera |                                               |                                                   |  |  |       |  |  |                                                         |  |  |                                                       |  |
|                                                            |                                                           | Clelia Grillo                                 | Marcantonio I Grillo, duca di Mondragone          |  |  |       |  |  |                                                         |  |  |                                                       |  |
|                                                            |                                                           | Clelia Grillo                                 | Marcantonio I Grillo, duca di Mondragone          |  |  |       |  |  |                                                         |  |  |                                                       |  |
|                                                            |                                                           | Clelia Grillo                                 | Maria Antonia Imperiali                           |  |  |       |  |  |                                                         |  |  |                                                       |  |
| Giustina Borromeo Arese                                    |                                                           | Clelia Grillo                                 |                                                   |  |  |       |  |  |                                                         |  |  |                                                       |  |
|                                                            |                                                           | Baldassarre Odescalchi, I principe Odescalchi | Antonio Maria Erba                                |  |  |       |  |  |                                                         |  |  |                                                       |  |
|                                                            |                                                           | Baldassarre Odescalchi, I principe Odescalchi | Antonio Maria Erba                                |  |  |       |  |  |                                                         |  |  |                                                       |  |
|                                                            |                                                           | Baldassarre Odescalchi, I principe Odescalchi | Teresa Turconi                                    |  |  |       |  |  |                                                         |  |  |                                                       |  |
| Marianna Erba Odescalchi                                   |                                                           | Baldassarre Odescalchi, I principe Odescalchi |                                                   |  |  |       |  |  |                                                         |  |  |                                                       |  |
|                                                            |                                                           | Maria Maddalena Borghese                      | Marcantonio III Borghese, III principe di Sulmona |  |  |       |  |  |                                                         |  |  |                                                       |  |
|                                                            |                                                           | Maria Maddalena Borghese                      | Marcantonio III Borghese, III principe di Sulmona |  |  |       |  |  |                                                         |  |  |                                                       |  |
|                                                            |                                                           | Maria Maddalena Borghese                      | Livia Spinola                                     |  |  |       |  |  |                                                         |  |  |                                                       |  |
|                                                            |                                                           | Maria Maddalena Borghese                      |                                                   |  |  |       |  |  |                                                         |  |  |                                                       |  |